# Žepovci
Žepovci este o localitate din comuna Apače, Slovenia, cu o populație de 433 de locuitori.